# Hosea (hoorspel)
Hosea is een hoorspel van Wim Bischot. De AVRO zond het uit op donderdag 28 februari 1974, van 21:30 uur tot 22:20 uur, met omlijstende muziek van Else van Epen-de Groot. De regisseur was Dick van Putten.

## Rolbezetting
- Petra Dumas (Otacha)
- Els Buitendijk (Arma)
- Johan te Slaa (een knecht)
- Huib Orizand (een oom)
- Willy Brill (Gomer)
- Bob Verstraete (Hosea)
- Eva Janssen (de moeder van Hosea)
- Maarten Kapteijn (een vrachtrijder)
- Jan Verkoren (een boer)

## Inhoud
“Ik zal haar liefhebben, ondanks wat is gebeurd. Ik zal haar binnenbrengen in mijn huis, haar kleden zo het hoort. Zo zal het gaan. Ik zal haar naar het altaar dragen.” Dit zegt de profeet Hosea aan het eind van het hoorspel. Hij is getrouwd met een vrouw van lichte zeden. Ze bedriegt hem bij herhaling. “ Ik wil alle geneugten. Ik heb een onlesbare dorst naar liefde en vrijheid.” Hosea wil het iedere keer weer met zijn vrouw proberen. Hij legt een onuitputtelijk geduld aan de dag, waarmee hij zich de bespotting van familie en vrienden op de hals haalt. Zijn  tragische levensomstandigheden brengen de profeet er toe de verhouding van Israël tot God te schilderen in de termen van een trouweloze maar diep beminde vrouw tot haar heer…